# 번개

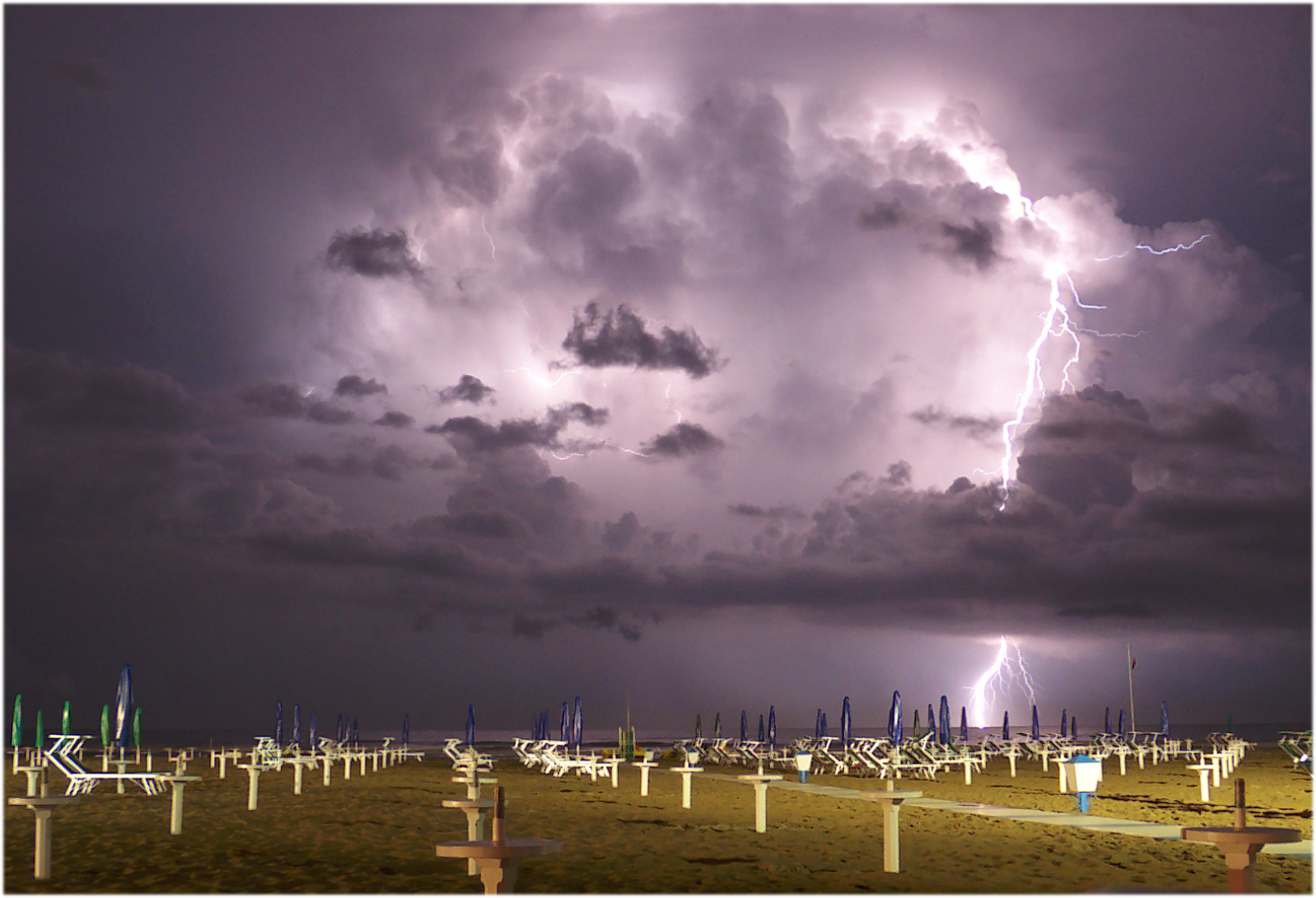
바다로 떨어지는 번개. (이탈리아 리미니)

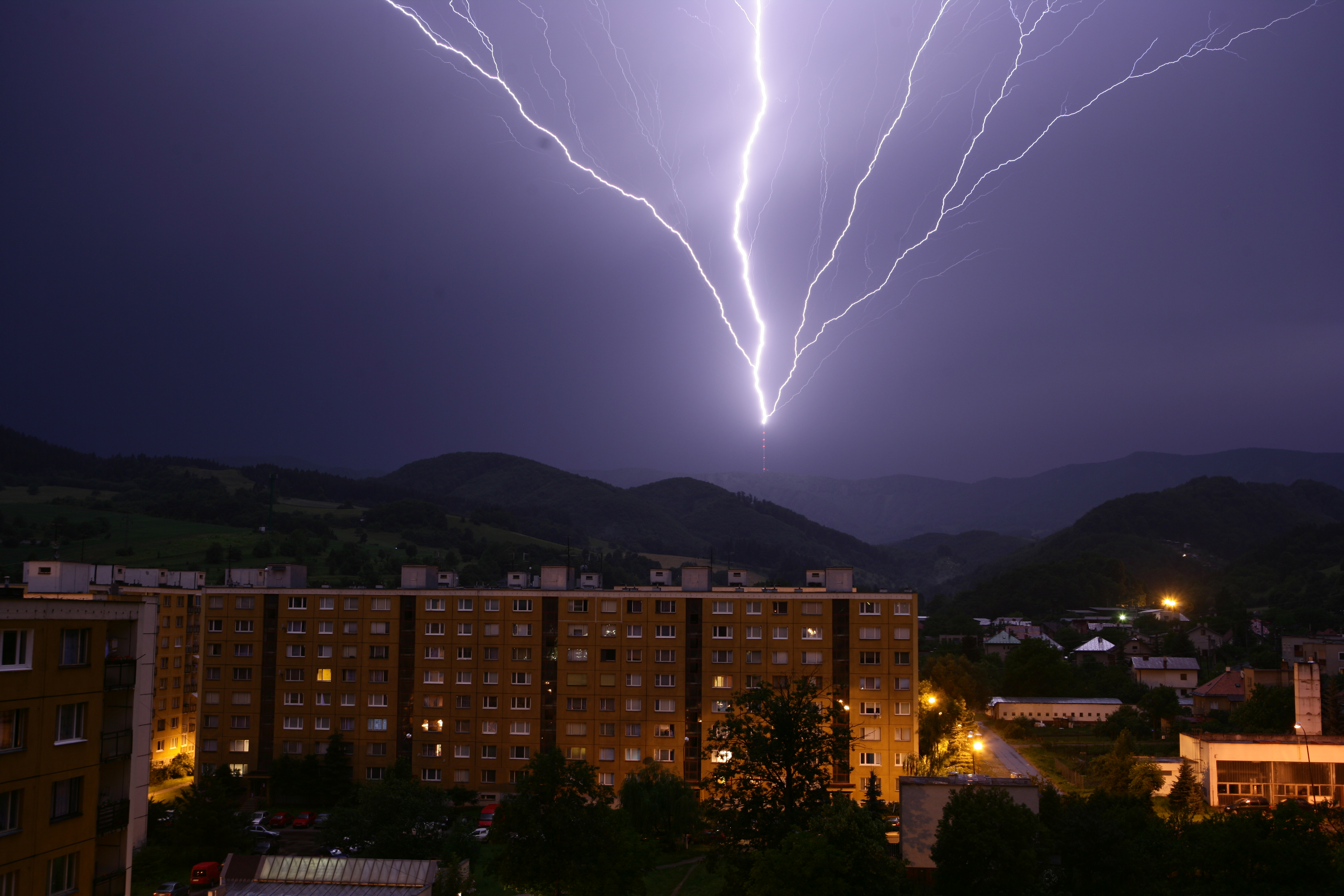
라디오 송신탑으로 떨어지는 번개. (슬로바키아 반스카비스트리차)

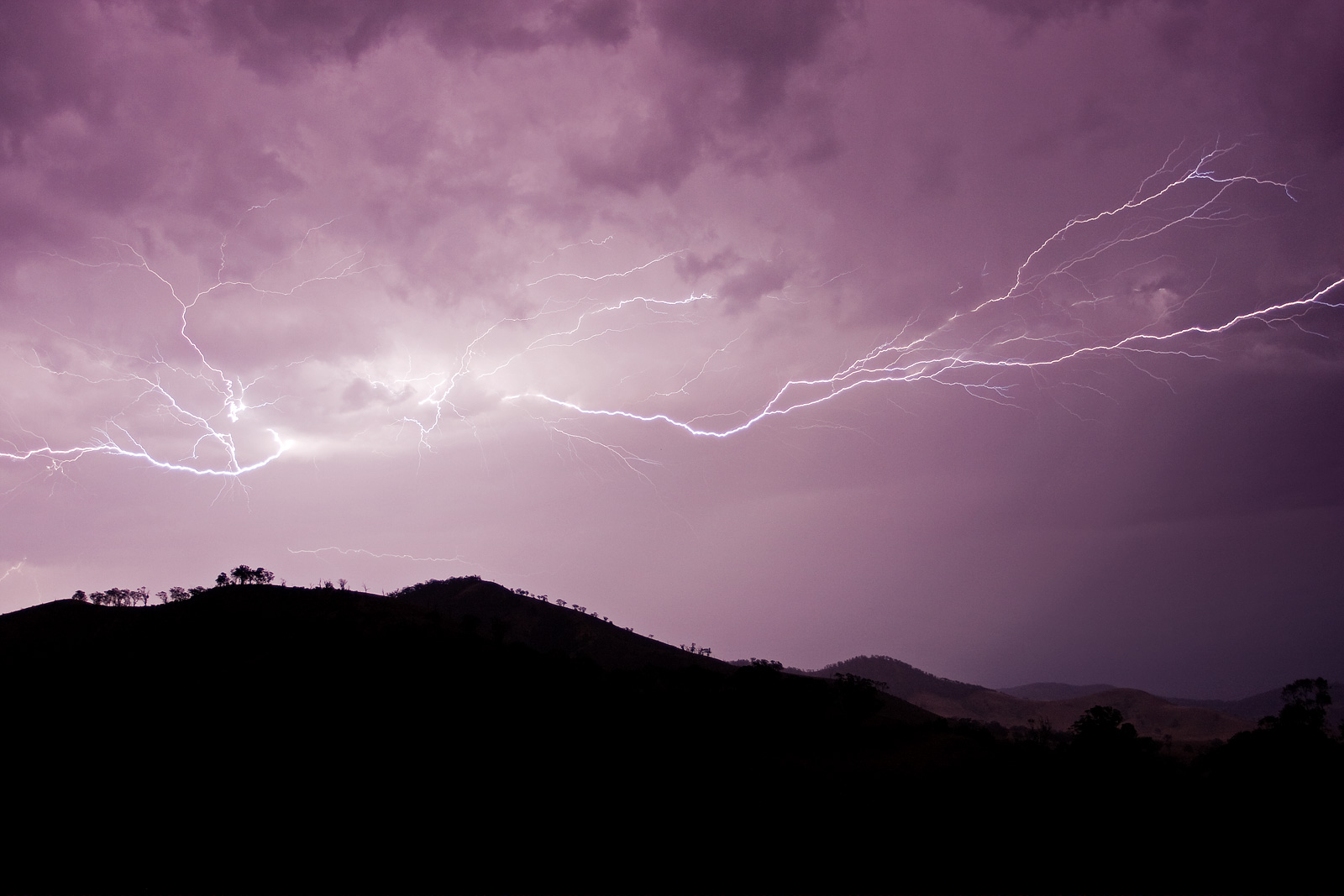
구름 사이에서 일어나는 번개. (오스트레일리아 빅토리아주)

번개(영어: lightning)는 구름과 구름, 구름과 대지 사이에서 일어나는 방전 현상이다. 특히 큰 소리를 내는 천둥이 동반된다. 대기 내부의 대전된 부분은 낙뢰를 통해서 일시적으로 안정화되며 특히 지표면의 물체를 맞췄을 경우 낙뢰라고 표현한다. 이 번개에는 3가지 종류가 있는데, 한 구름의 내부에서 발생하는 것, 구름과 다른 구름 사이에서 발생하는 것, 그리고 마지막으로 구름과 지표면 사이에서 발생하는 것으로 나뉜다. 하지만 구름과 지표면 사이에 발생하는 번개를 제외하고는 아직 많은 연구가 진행되어 있지 않다.

## 구름과 지표면 사이의 번개
구름과 지표면 사이의 번개(Cloud to Ground, CG)에서 전기장이 형성되기 위해서는 뇌운이라는 음으로 대전된 기초가 필요하다. 뇌운이 음으로 대전되어 있으면 그에 따라 지표면에는 양의 전하가 대전되게 된다. 이 두 부분이 서로 다른 극성으로 대전되어있기 때문에, 전기장이 형성되고, 이 전하의 양이 증가하게 되면 그에 따라 전기장의 세기도 증가하게 된다. 이 전기장의 세기가 대기의 부도체적인 특성을 능가하게 되면, 뇌운에서 지표면으로 방전 현상, 즉 뇌격이 발생하게 된다.
이 뇌격은 실제로는 매우 복잡한 과정을 거쳐서 일어나게 된다. 먼저 구름과 지표면 사이의 번개가 생성되기 위해서는 뇌운에 있는 음전하가 하강하는 선구적인 형태가 나타난다. 이 상태에서 이온화된 공기의 채널이 뇌운의 음으로 대전된 부분에서 나타난다. 이를 리더(Leader)라고 부른다. 리더는 밀집된 전하의 지역을 이동할 수 있는 부분 이온화 된 기체들의 전도성 통로를 의미한다. 음으로 대전된 리더는 지표면을 향해서 움직이고, 양으로 대전된 리더는 그 반대방향으로 탐색한다. 리더들은 종종 나뉘면서 나무의 가지와 같은 형상을 만들게 되는데, 특히 음의 리더의 경우 불연속적인 형태로 진행하게 되고 이를 계단형 선도라고 한다.
그 다음으로는 위로 올라가는 상승기류인데, 계단형 선도들이 지표면에 도달하면, 지표에 존재하는 양의 전하들은 전기장의 세기를 증가시킨다. 만약 이 전기장이 충분히 강하면, 상승기류, 즉 양으로 대전된 이온 통로가 이 점들에서 형성된다.
하강기류와 상승기류가 연결되면 저항이 낮은 경로가 형성되고 방전이 일어난다. 여기서 상승기류와 연결되지 못한 하강기류는 번개의 가지 부분으로 나타나게 된다.
방전은 먼저 복귀 뇌격을 시작으로 일어난다. 전도성 통로가 뇌운의 음전하와 지표면의 양전하사이에 형성되면, 엄청난 양의 전하가 방출되고 이에 따라 지표면에서부터 뇌운으로 올라가는 전류가 이온 통로를 통해 올라가게 된다. 이를 ‘복귀 뇌격’이라고 말하고 번개의 방전에서 가장 밝게 빛나는 부분이다.
뇌격을 감싸는 지상의 양전하들은 타격 지점을 향해서 이온통로를 통해 움직이면서 짧은 시간 내에 모두중화 되고 구름으로 다시 돌아간다. 전류의 급격한 상승은 땅의 표면을 따라서 커다란 전압 차이를 만드게 되는데 이를 계단형 전위라고 부른다. 복귀 뇌격의 전류는 평균 30kA로 이러한 전류가 흐르게 되면, 완성된 리더가 빠르게 가열되고 높은 전기 전도성을 띄는 플라즈마 통로를 형성하게 된다. 복귀 뇌격 동안 플라즈마 중심부의 온도는 50000K을 상회하며, 이 열로 인한 기체의 팽창은 천둥과 같은 충격파를 형성하게 된다. 실제 초고속카메라로 번개를 촬영해 보면 대략 3개 혹은 4개, 최고로는 30개까지의 뇌격으로 이루어진 것을 볼 수 있다. 첫 뇌격의 뒤를 따르는 뇌격들은 빠른 출현시간을 가지는 대신 낮은 진폭을 가진다. 이 스트로크는 보통 이전에 사용되었던 방전통로를 다시 이용하지만, 이 통로는 바람에 의해 움직여 상쇄되어 사라질 수도 있다.

## 순간 전류로 인한 피해
일반적으로 구름과 지표면 사이의 번개에 흐르는 전류는 1~10ms정도 만에 최고점을 찍고 50~200ms 동안 감쇠한다. 이 번개는 때때로 지면에 존재하는 구조물에 피해를 입힐 수 있다. 빠르게 흐르는 전류는 도체의 표면에 흐르려고 하는 성질이 있다. 이는 표면효과(skin effect)라고 불린다. 그러므로, 시설의 보호를 위한 도체에는 작은 도선이 엮인 선을 여러갈래로 나누어 표면적을 최대로 증가시켜, 단면적을 줄여야한다. 빠르게 변하는 전류 때문에, 도체의 인덕턴스를 줄이는 것도 매우 중요하다. 이는 고리나 휘어짐이 형성되는 것을 막는 직선 도체 정공법을 이용해 줄일 수 있다.
빠르게 변하는 전류는 또한 전자기펄스(EMP)를 이온통로로부터 방출하게 된다. 이는 모든 전기 스파크의 특성이다. 이 방출되는 전자기펄스는 근원으로부터 거리가 멀어질수록 급격히 약해지게 되지만, 전기도선이나 금속파이프 같은 도체물질을 지나게 되면 전류를 유도하게 된다. 이것은 “Surge”라고 하는데, 전기 모터, 전기 가전기기, 정교한 전자기기를 파괴하는 원인이 된다.

## 참고 자료
- Feynman, Richard Phillips, Leighton, Robert B, Sands, Matthew Linzee, The Feynman lectures on physics, Volume2, 9-6, 2009
- Martin A. Uman, The lightning discharge, 1987

## 같이 보기
- 구름
- 낙뢰